# Artabotrys hienianus
Artabotrys hienianus är en kirimojaväxtart som beskrevs av Nguyên Tiên Bân. Artabotrys hienianus ingår i släktet Artabotrys och familjen kirimojaväxter. Inga underarter finns listade i Catalogue of Life.